# Danse sportive aux Jeux mondiaux de 2022
Navigation
Wrocław 2017 Chengdu 2025
Les épreuves de danse sportive des Jeux mondiaux de 2022 ont eu lieu le 8 et 9 juillet 2022 au Birmingham–Jefferson Convention Complex (en). Les épreuves incluent le rock'n'roll et les danses de salon latines et de standards.
Placées durant l'événement dans la discipline DanceSports, les trois épreuves de danse sportive sont séparées de la discipline séparée DanceSports Breaking, qui inclut les deux épreuves de breakdance.
La salsa a été supprimée du programme. 

## Organisation
Le 18 février 2022, après la tenue des épreuves de qualification des European WDSF Sport Series Games, l'IWGA a informé la WDSF de sa décision selon laquelle les couples mixtes seront autorisés à concourir à Birmingham, mais ne pourront le faire que sous le drapeau d'un seul pays.
Cette décision de l'IWGA a été rapidement suivie d'une autre décision de l'IWGA d'interdire aux athlètes et officiels russes et biélorusses de participer aux Jeux mondiaux de Birmingham 2022. En raison de cette interdiction, treize couples russes et/ou biélorusses standard et latins ont été interdits de compétition aux Jeux Mondiaux.
Pour les danses de salon sous l'égide de la Fédération mondiale de danse sportive, un quota par continent est établi en fonction du nombre d'athlètes et de compétitions par continent en 2019 ; le classement pour établir la qualification pour les Jeux mondiaux continentaux sera basé sur la position dans la liste de classement mondiale WDSF professionnel ou amateur et sa position dans la qualification internationale/continentale. Vingt-trois couples par discipline seront éligibles pour participer aux jeux.
| Danse latine | Danse de salon |
| --- | --- |
| - États-Unis - Moldavie - Allemagne - France - Roumanie - Roumanie - Italie - Pologne - Allemagne - Tchéquie - Allemagne - Italie - Espagne - Chine - Danemark - Australie - Chine - Kazakhstan - Hongrie - Tchéquie - Islande - Brésil - Israël | - Lituanie - États-Unis - Pologne - Italie - Italie - Allemagne - Roumanie - Danemark - Pologne - Pologne - Italie - Lituanie - Roumanie - Pologne - Chine - Chine - Australie - Roumanie - États-Unis - Ukraine - Estonie - Pologne - Japon |

Pour le Rock'n'Roll, la liste de classement finale pour les Jeux mondiaux 2022 a été publiée par la Confédération mondiale de Rock'n'Roll (WRRC) après la dernière compétition de la saison 2021, les Championnats du monde Main Class Free Style à Prague avec quatorze couple retenu.
| Couple Rock'n'Roll                                    | Nombre de points | Position |
| ----------------------------------------------------- | ---------------- | -------- |
| Tobias Bludau - Michelle Uhl                          | 311              | 6        |
| Nicolas Kuran-Pellegatta - Noëmi Kuran-Pellegatta     | 258              | 7        |
| Jiří Jakubec - Marie Dvorakova                        | 237              | 8        |
| Jaka JuŽniČ - Gaja Malovrh                            | 222              | 9        |
| Dániel Bánhidi - Fanni Czetl                          | 192              | 12       |
| Matthias Feichtinger - Anna Sturm                     | 183              | 15       |
| Simone Cavalera - Francesca Marletta                  | 165              | 17       |
| Guillaume Cabirol - Emmie Delatorre                   | 120              | 21       |
| Bartosz Szpulecki - Natalia Kręgiel                   | 81               | 25       |
| Leonardo Kolenc - Iva Jurec                           | 28               | 32       |
| Benedikt Andres - Marie Peters                        | 20               | 34       |
| Finian Patrick Casey - Maddison Kim Stanford Costello | 15               | 36       |
| Adan David Vergara Ramos - Monserrat Ramirez-Martinez | 14               | 39       |
| Swapnil Londhe - Saniksha Bhosale                     | 14               | 39       |

## Compétition

### Rock'n'roll
Légende :
- Q : qualifiés pour la demi-finale
- R : repêchage
- QF : qualifiés pour la finale

| Rang | Danseurs                                        | Pays      | Acrobaties | Danse | Pénalités | Total | Résultat |
| ---- | ----------------------------------------------- | --------- | ---------- | ----- | --------- | ----- | -------- |
| 1    | Tobias Bludau Michelle Uhl                      | Allemagne | 32,06      | 44,38 | 0,00      | 76,44 | Q        |
| 2    | Matthias Feichtinger Anna Sturm                 | Autriche  | 31,25      | 42,97 | 0,00      | 74,22 | Q        |
| 3    | Marie Dvorakova Jiri Jakubec                    | Tchéquie  | 28,72      | 42,99 | 0,00      | 71,71 | Q        |
| 4    | Nicolas Kuran-Pellegatta Noëmi Kuran-Pellegatta | Suisse    | 27,19      | 41,06 | 0,00      | 68,25 | Q        |
| 5    | Jaka Juznic Gaja Malovrh                        | Slovénie  | 28,90      | 38,35 | 0,00      | 67,25 | Q        |
| 6    | Guillaume Cabirol Emmie Delatorre               | France    | 26,39      | 38,84 | 0,00      | 65,23 | Q        |
| 7    | Simone Cavalera Francesca Marletta              | Italie    | 23,68      | 39,97 | 0,00      | 63,65 | R        |
| 8    | Daniel Banhidi Fanni Czetl                      | Hongrie   | 28,81      | 32,76 | 0,00      | 61,57 | R        |
| 9    | Natalia Kregiel Bartosz Szpulecki               | Pologne   | 27,39      | 33,22 | 0,00      | 60,61 | R        |
| 10   | Benedikt Andres Marie Peters                    | Belgique  | 22,91      | 31,23 | 0,00      | 54,14 | R        |
| 11   | Iva Jurec Leonardo Kolenc                       | Croatie   | 25,31      | 23,35 | 0,00      | 48,66 | R        |
| 12   | Finian Casey Maddison Costello                  | Australie | 13,86      | 26,60 | 0,00      | 40,46 | R        |
| 13   | Monserrat Ramirez Adan Vergara                  | Mexique   | -16,36     | 9,15  | 0,00      | -7,21 | R        |

| Rang | Danseurs                           | Pays      | Acrobaties | Danse | Pénalités | Total  | Résultat |
| ---- | ---------------------------------- | --------- | ---------- | ----- | --------- | ------ | -------- |
| 1    | Daniel Banhidi Fanni Czetl         | Hongrie   | 30,57      | 34,55 | 0,00      | 65,12  | Q        |
| 2    | Natalia Kregiel Bartosz Szpulecki  | Pologne   | 29,14      | 34,77 | 0,00      | 63,91  | Q        |
| 3    | Simone Cavalera Francesca Marletta | Italie    | 24,57      | 37,60 | 0,00      | 62,17  | Q        |
| 4    | Benedikt Andres Marie Peters       | Belgique  | 25,67      | 34,47 | 0,00      | 30,14  | Q        |
| 5    | Iva Jurec Leonardo Kolenc          | Croatie   | 26,78      | 23,75 | 0,00      | 50,53  | Q        |
| 6    | Finian Casey Maddison Costello     | Australie | 13,38      | 24,18 | 0,00      | 37,56  | Q        |
| 7    | Monserrat Ramirez Adan Vergara     | Mexique   | -16,09     | 6,01  | -30,00    | -40,08 |          |

| Rang | Danseurs                                        | Pays      | Acrobaties | Danse | Pénalités | Total | Résultat |
| ---- | ----------------------------------------------- | --------- | ---------- | ----- | --------- | ----- | -------- |
| 1    | Tobias Bludau Michelle Uhl                      | Allemagne | 41,23      | 56,35 | 0,00      | 97,58 | QF       |
| 2    | Matthias Feichtinger Anna Sturm                 | Autriche  | 40,56      | 54,58 | 0,00      | 95,14 | QF       |
| 3    | Nicolas Kuran-Pellegatta Noëmi Kuran-Pellegatta | Suisse    | 40,17      | 53,21 | 0,00      | 93,38 | QF       |
| 4    | Simone Cavalera Francesca Marletta              | Italie    | 35,69      | 50,05 | 0,00      | 85,74 | QF       |
| 5    | Marie Dvorakova Jiri Jakubec                    | Tchéquie  | 30,73      | 53,27 | 0,00      | 84,00 | QF       |
| 6    | Guillaume Cabirol Emmie Delatorre               | France    | 35,41      | 46,14 | 0,00      | 81,55 | QF       |
| 7    | Jaka Juznic Gaja Malovrh                        | Slovénie  | 35,23      | 35,14 | 0,00      | 70,37 |          |
| 8    | Daniel Banhidi Fanni Czetl                      | Hongrie   | 30,86      | 39,49 | 0,00      | 70,35 |          |
| 9    | Benedikt Andres Marie Peters                    | Belgique  | 30,26      | 37,33 | 0,00      | 67,59 |          |
| 10   | Iva Jurec Leonardo Kolenc                       | Croatie   | 24,91      | 26,59 | 0,00      | 51,50 |          |
| 11   | Finian Casey Maddison Costello                  | Australie | 20,31      | 27,54 | 0,00      | 47,85 |          |
| 12   | Natalia Kregiel Bartosz Szpulecki               | Pologne   | 34,25      | 28,42 | 0,00      | 32,67 |          |

| Rang               | Danseurs                                        | Pays      | Jeu de jambes | Acrobaties | Danse | Pénalités | Total  |
| ------------------ | ----------------------------------------------- | --------- | ------------- | ---------- | ----- | --------- | ------ |
| Médaille d'or      | Tobias Bludau Michelle Uhl                      | Allemagne | 22,18         | 57,52      | 22,68 | 0,00      | 102,38 |
| Médaille d'argent  | Nicolas Kuran-Pellegatta Noëmi Kuran-Pellegatta | Suisse    | 22,29         | 55,36      | 21,30 | 0,00      | 98,95  |
| Médaille de bronze | Matthias Feichtinger Anna Sturm                 | Autriche  | 19,79         | 52,03      | 21,13 | 0,00      | 92,95  |
| 4                  | Marie Dvorakova Jiri Jakubec                    | Tchéquie  | 13,52         | 57,95      | 20,08 | 0,00      | 91,55  |
| 5                  | Guillaume Cabirol Emmie Delatorre               | France    | 19,09         | 46,42      | 16,25 | 0,00      | 81,76  |
| 6                  | Simone Cavalera Francesca Marletta              | Italie    | 15,74         | 50,87      | 9,71  | 0,00      | 76,32  |

### Danses latines
Légende :
- Q : qualifiés pour le tour suivant

| Rang | Danseurs                                  | Pays       | Samba | Cha-cha-cha | Rumba | Paso doble | Jive  | Total  | Résultat |
| ---- | ----------------------------------------- | ---------- | ----- | ----------- | ----- | ---------- | ----- | ------ | -------- |
| 1    | Anna Matus Gabriele Goffredo              | Moldavie   | 38,33 | 38,58       | 38,67 | 38,42      | 38,58 | 192,59 | Q        |
| 2    | Khrystyna Moshenska Marius Balan          | Allemagne  | 38,00 | 38,42       | 38,50 | 38,08      | 38,58 | 191,58 | Q        |
| 3    | Elena Shalikova Charles-Guillaume Schmitt | France     | 37,58 | 37,58       | 37,42 | 37,83      | 37,75 | 188,17 | Q        |
| 4    | Martina Varadi Andrea Silvestri           | Hongrie    | 37,08 | 37,08       | 37,25 | 37,33      | 37,25 | 186,00 | Q        |
| 5    | Alina Nowak Edgar Marcos Borjas           | Pologne    | 35,58 | 36,17       | 36,25 | 36,58      | 36,50 | 181,09 | Q        |
| 6    | Andra Pacurar Alexandru Miculescu         | Roumanie   | 34,67 | 34,58       | 34,83 | 35,08      | 35,25 | 174,42 | Q        |
| 7    | Sandra Sorensen Malthe Rohde              | Danemark   | 34,92 | 34,67       | 34,75 | 35,00      | 34,58 | 173,91 | Q        |
| 8    | Tereza Kucerova George Sutu               | Tchéquie   | 34,17 | 34,67       | 34,75 | 35,00      | 34,83 | 173,42 | Q        |
| 9    | Du Tujun Yan Bangbang                     | Chine      | 34,50 | 33,42       | 34,17 | 34,17      | 34,42 | 170,66 | Q        |
| 10   | Federica Brezzo Eris Testa                | Italie     | 33,33 | 33,42       | 33,50 | 33,92      | 34,00 | 168,17 | Q        |
| 11   | Juline Carrel Adria Serra                 | Espagne    | 32,83 | 33,50       | 33,42 | 33,67      | 33,25 | 166,67 | Q        |
| 12   | Hanna Salita Artur Balandin               | Allemagne  | 32,75 | 33,25       | 33,17 | 33,00      | 33,67 | 165,83 | Q        |
| 13   | Jacqueline Joos Razvan Dumitrescu         | Allemagne  | 32,75 | 32,75       | 33,33 | 33,17      | 33,42 | 165,41 | Q        |
| 14   | Rosaria Messina Denaro Mario Cecinati     | Italie     | 32,33 | 33,45       | 33,08 | 33,33      | 32,83 | 165,03 | Q        |
| 15   | Li Ziwei Li Jiaming                       | Chine      | 32,58 | 32,50       | 33,42 | 33,33      | 33,17 | 162,58 |          |
| 16   | Liana Odikadze Alexey Korobchenko         | Israël     | 32,67 | 32,83       | 32,33 | 32,17      | 32,58 | 162,58 |          |
| 17   | Violette Kis Balazs Hidi                  | Hongrie    | 32,58 | 32,17       | 32,92 | 32,58      | 31,75 | 162,00 |          |
| 18   | Hanna Run Bazev Nikita Bazev              | Islande    | 31,58 | 32,33       | 32,97 | 32,17      | 31,67 | 160,72 |          |
| 19   | Sabina Karaskova Tomas Gal                | Tchéquie   | 31,83 | 32,25       | 32,58 | 31,83      | 31,92 | 160,42 |          |
| 20   | Anastasiya Rubashevsky Daniel Rubashevsky | États-Unis | 31,50 | 30,67       | 31,25 | 30,65      | 30,60 | 154,67 |          |

| Rang | Danseurs                                  | Pays      | Samba | Cha-cha-cha | Rumba | Paso doble | Jive  | Total  | Résultat |
| ---- | ----------------------------------------- | --------- | ----- | ----------- | ----- | ---------- | ----- | ------ | -------- |
| 1    | Anna Matus Gabriele Goffredo              | Moldavie  | 38,75 | 38,75       | 38,75 | 38,67      | 38,75 | 193,67 | Q        |
| 2    | Khrystyna Moshenska Marius Balan          | Allemagne | 38,50 | 38,67       | 38,58 | 38,50      | 38,67 | 192,92 | Q        |
| 3    | Elena Shalikova Charles-Guillaume Schmitt | France    | 37,67 | 37,75       | 37,75 | 38,00      | 37,83 | 189,00 | Q        |
| 4    | Martina Varadi Andrea Silvestri           | Hongrie   | 37,50 | 37,47       | 37,25 | 37,25      | 37,17 | 186,58 | Q        |
| 5    | Alina Nowak Edgar Marcos Borjas           | Pologne   | 36,50 | 36,42       | 36,42 | 36,58      | 36,58 | 182,50 | Q        |
| 6    | Andra Pacurar Alexandru Miculescu         | Roumanie  | 34,92 | 35,08       | 35,17 | 35,17      | 35,33 | 175,66 | Q        |
| 7    | Sandra Sorensen Malthe Rohde              | Danemark  | 34,75 | 35,08       | 34,92 | 34,75      | 34,83 | 174,33 |          |
| 8    | Tereza Kucerova George Sutu               | Tchéquie  | 34,67 | 34,67       | 34,83 | 34,42      | 34,83 | 173,41 |          |
| 9    | Du Tujun Yan Bangbang                     | Chine     | 34,33 | 34,25       | 34,83 | 34,50      | 34,00 | 171,92 |          |
| 10   | Federica Brezzo Eris Testa                | Italie    | 34,17 | 34,00       | 34,33 | 34,17      | 33,83 | 170,50 |          |
| 11   | Hanna Salita Artur Balandin               | Allemagne | 33,50 | 33,58       | 33,95 | 33,83      | 33,67 | 168,53 |          |
| 12   | Rosaria Messina Denaro Mario Cecinati     | Italie    | 33,17 | 33,42       | 33,42 | 33,92      | 33,83 | 167,75 |          |
| 13   | Juline Carrel Adria Serra                 | Espagne   | 33,75 | 33,33       | 33,67 | 33,25      | 33,67 | 167,67 |          |
| 14   | Jacqueline Joos Razvan Dumitrescu         | Allemagne | 33,58 | 33,25       | 33,58 | 33,33      | 33,75 | 167,50 |          |

| Rang               | Danseurs                                  | Pays      | Samba | Cha-cha-cha | Rumba | Paso doble | Jive  | Total  |
| ------------------ | ----------------------------------------- | --------- | ----- | ----------- | ----- | ---------- | ----- | ------ |
| Médaille d'or      | Anna Matus Gabriele Goffredo              | Moldavie  | 38,92 | 38,96       | 39,08 | 39,13      | 39,00 | 195,08 |
| Médaille d'argent  | Khrystyna Moshenska Marius Balan          | Allemagne | 38,75 | 38,96       | 38,96 | 38,96      | 38,67 | 194,29 |
| Médaille de bronze | Elena Shalikova Charles-Guillaume Schmitt | France    | 37,75 | 38,17       | 38,00 | 38,25      | 37,92 | 190,08 |
| 4                  | Martina Varadi Andrea Silvestri           | Hongrie   | 37,00 | 37,25       | 37,71 | 37,75      | 37,33 | 187,04 |
| 5                  | Alina Nowak Edgar Marcos Borjas           | Pologne   | 36,33 | 36,67       | 36,71 | 36,96      | 36,58 | 183,25 |
| 6                  | Andra Pacurar Alexandru Miculescu         | Roumanie  | 35,33 | 35,38       | 35,79 | 35,58      | 35,50 | 177,58 |

### Danses standards
Légende :
- Q : qualifiés pour le tour suivant

| Rang | Danseurs                                | Pays       | Valse | Tango | Valse viennoise | Foxtrot | Quickstep | Total  | Résultat |
| ---- | --------------------------------------- | ---------- | ----- | ----- | --------------- | ------- | --------- | ------ | -------- |
| 1    | Ieva Zaukauskaite Evaldas Sodeika       | Lituanie   | 38,50 | 38,75 | 38,50           | 38,75   | 38,75     | 193,25 | Q        |
| 2    | Debora Pacini Francesco Galuppo         | Italie     | 38,33 | 38,33 | 38,33           | 38,67   | 38,33     | 192,00 | Q        |
| 3    | Veronika Golodneva Vaidotas Lacitis     | Lituanie   | 37,00 | 36,33 | 36,83           | 36,92   | 36,50     | 183,58 | Q        |
| 4    | Signe Busk Dmitri Kolobov               | Danemark   | 36,00 | 36,00 | 36,08           | 36,58   | 36,67     | 181,33 | Q        |
| 5    | Violetta Fainsil Tomas Fainsil          | Allemagne  | 36,33 | 35,67 | 36,17           | 36,25   | 36,17     | 180,58 | Q        |
| 6    | Madara Freiberga Dariusz Mycka          | Pologne    | 35,95 | 35,95 | 36,03           | 35,83   | 35,75     | 179,52 | Q        |
| 7    | Andreea Matei Rares Cojoc               | Roumanie   | 35,58 | 35,33 | 35,58           | 35,92   | 35,92     | 178,33 | Q        |
| 8    | Justyna Mozdzonek Mateusz Brzozowski    | Pologne    | 35,17 | 34,92 | 34,17           | 35,17   | 35,25     | 174,67 | Q        |
| 9    | Indre Kucinskaite Edgaras Baltaragis    | Lituanie   | 33,50 | 34,00 | 34,50           | 34,50   | 34,08     | 170,58 | Q        |
| 10   | Agata Brychcy Bartlomiej Szkutnik       | Pologne    | 33,67 | 34,33 | 33,92           | 34,08   | 34,42     | 170,42 | Q        |
| 11   | Anna Sheedy Alexander Munteanu          | États-Unis | 33,50 | 33,50 | 33,83           | 33,83   | 33,58     | 168,25 | Q        |
| 12   | Anna Jaglinska-Sciamanna Eros Sciamanna | Pologne    | 33,58 | 33,42 | 32,92           | 34,17   | 33,92     | 168,00 | Q        |
| 13   | Qi Chongxuan Yuan Shaoyang              | Chine      | 32,83 | 33,50 | 33,42           | 33,75   | 33,75     | 167,25 | Q        |
| 14   | Marta Mozdyniewicz Piotr Paszewski      | Pologne    | 32,77 | 33,92 | 32,83           | 33,75   | 33,68     | 166,95 | Q        |
| 15   | Valeriia Dorofei Dmytro Yevtyeryev      | Ukraine    | 32,50 | 32,67 | 32,90           | 34,17   | 33,25     | 165,48 |          |
| 16   | Zou Xiaotong Liu Yi                     | Chine      | 33,33 | 32,83 | 33,08           | 32,92   | 33,17     | 165,33 |          |
| 17   | Silvia Barjabin Ilia Rotar              | Estonie    | 32,25 | 32,83 | 32,50           | 33,42   | 33,17     | 164,17 |          |
| 18   | Sakina Onishi Hiroaki Onishi            | Japon      | 31,92 | 31,83 | 31,83           | 31,92   | 31,92     | 159,42 |          |
| 19   | Anna Jonczyk Denis Mateev               | États-Unis | 30,87 | 30,67 | 30,83           | 30,92   | 30,58     | 153,87 |          |

| Rang | Danseurs                                | Pays       | Valse | Tango | Valse viennoise | Foxtrot | Quickstep | Total  | Résultat |
| ---- | --------------------------------------- | ---------- | ----- | ----- | --------------- | ------- | --------- | ------ | -------- |
| 1    | Ieva Zaukauskaite Evaldas Sodeika       | Lituanie   | 38,67 | 38,83 | 38,67           | 38,83   | 38,67     | 193,67 | Q        |
| 2    | Debora Pacini Francesco Galuppo         | Italie     | 38,50 | 38,50 | 38,50           | 38,58   | 38,58     | 192,67 | Q        |
| 3    | Veronika Golodneva Vaidotas Lacitis     | Lituanie   | 37,08 | 36,92 | 36,92           | 37,17   | 36,67     | 184,75 | Q        |
| 4    | Violetta Fainsil Tomas Fainsil          | Allemagne  | 36,42 | 36,58 | 36,58           | 36,50   | 36,67     | 182,75 | Q        |
| 5    | Signe Busk Dmitri Kolobov               | Danemark   | 35,75 | 36,42 | 36,25           | 36,42   | 36,50     | 181,34 | Q        |
| 6    | Andreea Matei Rares Cojoc               | Roumanie   | 36,25 | 36,00 | 35,75           | 36,08   | 36,17     | 180,25 | Q        |
| 7    | Madara Freiberga Dariusz Mycka          | Pologne    | 35,75 | 35,83 | 35,67           | 35,92   | 35,50     | 178,67 |          |
| 8    | Justyna Mozdzonek Mateusz Brzozowski    | Pologne    | 34,58 | 34,92 | 34,75           | 34,75   | 34,83     | 173,83 |          |
| 9    | Indre Kucinskaite Edgaras Baltaragis    | Lituanie   | 34,25 | 34,17 | 34,00           | 34,25   | 34,33     | 171,00 |          |
| 10   | Agata Brychcy Bartlomiej Szkutnik       | Pologne    | 33,75 | 34,00 | 34,17           | 34,17   | 33,83     | 169,92 |          |
| 11   | Qi Chongxuan Yuan Shaoyang              | Chine      | 33,67 | 34,17 | 33,92           | 33,92   | 33,83     | 169,50 |          |
| 12   | Anna Jaglinska-Sciamanna Eros Sciamanna | Pologne    | 34,08 | 33,67 | 33,50           | 33,75   | 33,42     | 168,42 |          |
| 13   | Anna Sheedy Alexander Munteanu          | États-Unis | 33,42 | 33,33 | 33,33           | 33,25   | 34,00     | 167,33 |          |
| 14   | Marta Mozdyniewicz Piotr Paszewski      | Pologne    | 33,67 | 33,33 | 33,42           | 33,33   | 33,25     | 167,00 |          |

| Rang               | Danseurs                            | Pays      | Valse | Tango | Valse viennoise | Foxtrot | Quickstep | Total  |
| ------------------ | ----------------------------------- | --------- | ----- | ----- | --------------- | ------- | --------- | ------ |
| Médaille d'or      | Ieva Zaukauskaite Evaldas Sodeika   | Lituanie  | 38,92 | 39,08 | 39,08           | 39,50   | 39,00     | 195,58 |
| Médaille d'argent  | Debora Pacini Francesco Galuppo     | Italie    | 38,67 | 38,67 | 38,88           | 39,04   | 38,75     | 194,00 |
| Médaille de bronze | Veronika Golodneva Vaidotas Lacitis | Lituanie  | 37,28 | 37,54 | 37,46           | 38,08   | 37,25     | 187,62 |
| 4                  | Violetta Fainsil Tomas Fainsil      | Allemagne | 36,58 | 36,88 | 36,67           | 36,88   | 36,42     | 183,41 |
| 5                  | Signe Busk Dmitri Kolobov           | Danemark  | 36,58 | 36,33 | 36,83           | 36,79   | 36,58     | 183,13 |
| 6                  | Andreea Matei Rares Cojoc           | Roumanie  | 36,50 | 36,46 | 36,58           | 36,67   | 36,50     | 182,71 |

## Médaillés
| Épreuves         | Or                                                | Argent                                                    | Bronze                                              |
| ---------------- | ------------------------------------------------- | --------------------------------------------------------- | --------------------------------------------------- |
| Rock'n'Roll      | Allemagne- Michelle Uhl - Tobias Bludau           | Suisse- Noëmi Kuran-Pellegatta - Nicolas Kuran-Pellegatta | Autriche- Anna Sturm - Matthias Feichtinger         |
| Danses latines   | Moldavie- Anna Matus - Gabriele Pasquale Goffredo | Allemagne- Khrystyna Mosehenska - Marius-Andrei Balan     | France- Elena Salikhova - Charles-Guillaume Schmitt |
| Danses standards | Lituanie- Ieva Zukauskaite - Evaldas Sodeika      | Italie- Debora Pacini - Francesco Galuppo                 | Lituanie- Veronika Golodneva - Vaidotas Lacitis     |

## Tableau des médailles
- Pays organisateur

| Rang  | Nation    | Or | Argent | Bronze | Total |
| ----- | --------- | -- | ------ | ------ | ----- |
| 1     | Allemagne | 1  | 1      | 0      | 2     |
| 2     | Lituanie  | 1  | 0      | 1      | 2     |
| 3     | Moldavie  | 1  | 0      | 0      | 1     |
| 4     | Italie    | 0  | 1      | 0      | 1     |
| 4     | Suisse    | 0  | 1      | 0      | 1     |
| 6     | Autriche  | 0  | 0      | 1      | 1     |
| 6     | France    | 0  | 0      | 1      | 1     |
| Total | Total     | 3  | 3      | 3      | 9     |